# Bolivianos

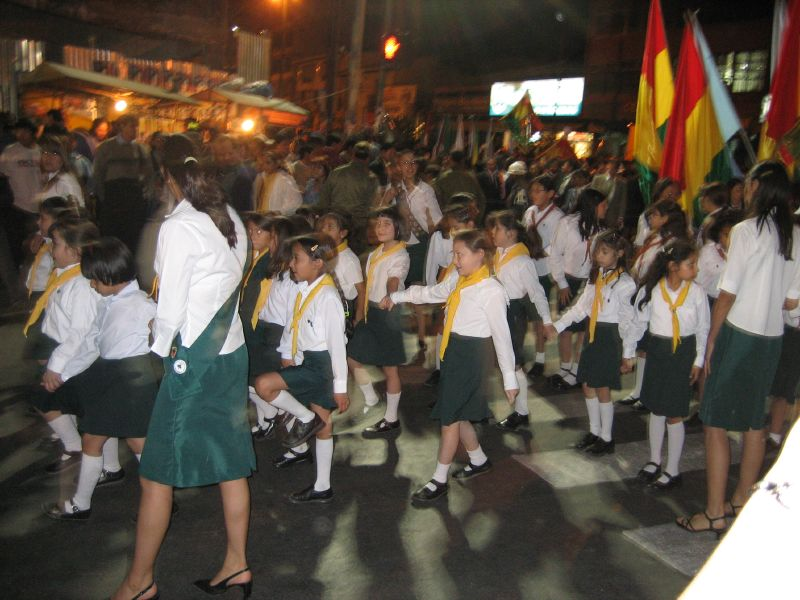
Estudantes bolivianos, em Cochabamba.

Bolivianos são os habitantes nativos da Bolívia. As etnias indígenas mais relevantes são a dos quíchuas e dos aimarás. Os descendentes de espanhóis e mestiços compõem o resto da população boliviana.
O Brasil abriga o maior contingente de bolivianos que estão fora de seu país. Há cerca de 400.000 bolivianos vivendo no Brasil e mais 200.000 com ancestrais da Bolívia. As cidades brasileiras que concentram o maior número de imigrantes bolivianos são São Paulo, (250.000), Brasília (120.000), Rio de Janeiro (100.000), Belo Horizonte (30.000), Cuiabá, Porto Alegre, Taguatinga, Ceilândia, Itaquaquecetuba Guarulhos e São Gonçalo.

## Comunidades
- Corumbá, Mato Grosso do Sul. Proporcionalmente, a maior comunidade de bolivianos existente no Brasil.
- São Paulo. Abriga o maior aglomerado populacional de bolivianos no Brasil.
- Carapicuíba. Possui a maior comunidade de bolivianos da Zona Oeste da Grande São Paulo.
- Itaquaquecetuba. Possui a maior comunidade de bolivianos da Zona Leste da Grande São Paulo, sendo que existe uma estimativa de que o número dessa comunidade já ultrapasse a casa de 15 mil membros no ano de 2023, o que significa cerca de 3,80% da população da cidade. Os principais bairros onde estão concentrados os membros da comunidade são: Cidade Nova Louzada, Jardim Nicea, Jardim Pinheirinho, Jardim Caiubi, Paineira, Chácara dos Coqueiros e Jardim Maria Rosa. É muito comum circular pela cidade e encontrar membros da comunidade  boliviana em Supermercados, bares, restaurantes, salão de cabeleireiros, farmácias, padarias e no comércio geral. Escolas da cidade também  possuem muitos filhos de bolivianos entre seus alunos. A grande maioria dos bolivianos imigrantes são das cidades de La Paz, El Alto, Cochabamba, Oruro, Santa Cruz, e Beni.
- Cáceres, Mato Grosso. Possuiria a segunda maior comunidade do país em termos de proporção.
- Zona Oeste e Zona Norte do Rio de Janeiro. Principalmente nas vizinhanças de Jacarepaguá, a presença de bolivianos é notável.
- Baixada Fluminense, Rio de Janeiro. Local de moradia de alguns bolivianos, principalmente em São Gonçalo.
- Belo Horizonte. Tradicional destino de peruanos, há uma pequena comunidade boliviana.
- Cuiabá, Mato Grosso. Em termos numéricos, possui uma das maiores comunidades do país, com cerca de 10.000 bolivianos.
- Porto Velho, Rondônia. Proporcionalmente, é a capital com a maior comunidade boliviana do Brasil. 6,5% da população é oriunda da Bolívia.
- Rio Branco, Acre. Capital com a segunda maior comunidade em termos de proporção, com 4% da população sendo boliviana.

## Cultura
Algum desenvolvimento cultural do que hoje é a Bolívia está dividido em três períodos distintos: pré-colombiano, colonial e republicano. Importantes ruínas arqueológicas, ornamentos de ouro e prata, monumentos de pedra, cerâmicas e tecelagens permanecem de várias culturas pré-colombianas importantes. As principais ruínas incluem Tiwanaku, Samaipata, Inkallaqta e Iskanwaya. O país está repleto de outros locais de difícil acesso e pouco explorados pelos arqueólogos.
Os espanhóis trouxeram sua própria tradição de arte religiosa que, nas mãos de indígenas locais e construtores e artesãos mestiços, se desenvolveu em um estilo rico e distinto de arquitetura, literatura e escultura conhecido como "Barroco Mestiço". O período colonial produziu as pinturas de Perez de Holguin, Flores, Bitti e outros, e também as obras de lapidários, entalhadores, ourives e ourives especializados mas desconhecidos. Um importante corpo de música religiosa barroca nativa do período colonial foi recuperado nos últimos anos e tem sido apresentado internacionalmente com grande aclamação desde 1994. Artistas bolivianos de estatura no século XX incluem, entre outros, Guzman de Rojas, Arturo Borda, María Luisa Pacheco, Mestre William Vega, Alfredo Da Silva e Marina Núñez del Prado.

### Danças
Muitas danças e canções contêm elementos das culturas nativas e europeias. Caporales parece ser a dança boliviana mais popular da atualidade - em poucas décadas tornou-se uma dança enormemente popular, não só nas Terras Altas onde se originou, mas também nas Terras Baixas e nas comunidades bolivianas fora do país. Nas Terras Altas, outras danças tradicionais e ainda muito populares são:
- Morenada
- Kullawada
- Diablada
- Ch'utas
- Waka waka
- Siklla (Wayra, Doctorcitos)
- Suri
- Sikuri
- Tinku
- Pukllay
- Tobas
- Awki awki
- Llamerada
- Cambitas
- Chacarera
- Saya

### Afro-Boliviana Nas Terras Baixas, existem:[2]
- Macheteros
- Taquirari
- Chovena chiquitana
- Brincao Carnavalito "El Sarao"
- Los Moperas
- La Paica
- Danzas del Sol y de la
- Luna Danza de la Saraza
- Danzas de los pescadores
- Danzas del cazador amazónico
- Danza Rosita
- Pochi Arete guazú Toritos
- Danzas Vallegrandinas de Santa Cruz Cueca cruceña

### Roupas
Está na moda entre as mulheres bolivianas andinas de ascendência indígena usar esqui. Originalmente, era uma saia camponesa espanhola que as autoridades coloniais forçaram as mulheres indígenas a usar. Agora é um símbolo de orgulho de ser indígena e é considerado um símbolo de status.
Outra moda é o chapéu-coco, que foi adotado dos ingleses. A posição do chapéu pode indicar o estado civil e as aspirações de uma mulher.

### Cozinha
A culinária boliviana decorre principalmente da combinação da culinária espanhola com ingredientes tradicionais indígenas bolivianos, com influências posteriores de argentinos, alemães, italianos, bascos, croatas, russos e poloneses, devido à chegada de imigrantes desses países.
Os produtos tradicionais da culinária boliviana são milho e batata. Esses ingredientes foram combinados com uma série de alimentos básicos trazidos pelos espanhóis, como arroz, trigo e carne, como boi, porco e frango.